# Viaje al centro de la Tierra (serie de televisión)
Viaje al centro de la tierra es una serie de televisión web mexicana juvenil de acción, aventura y ciencia ficción producida por TIS Productions para Disney+, la cual está basada en el libro Viaje al centro de la tierra, de Julio Verne.
Está protagonizada por Óscar Jaenada, Margarita Rosa de Francisco, Mauricio Barrientos, Gabriel Goity, Sebastián García y Yankel Stevan, junto a un extenso reparto coral. El tráiler fue lanzado el 15 de marzo de 2023.
La serie se estrenó el 5 de abril de 2023 por Disney+.